# Puliciphora jacobsonorum
Puliciphora jacobsonorum är en tvåvingeart som beskrevs av Ronald Henry Lambert Disney 1989. Puliciphora jacobsonorum ingår i släktet Puliciphora och familjen puckelflugor.
Artens utbredningsområde är Guyana. Inga underarter finns listade i Catalogue of Life.